# 土御門定通
土御門 定通（つちみかど さだみち）は、鎌倉時代前期から中期にかけての公卿。内大臣・源通親の四男。官位は正二位・内大臣。村上源氏土御門家の祖。

## 経歴
生まれた翌年には叙爵を受け、14歳で父の論功により正四位下、翌年には従三位、更に2年後には正三位という破格の出世を遂げた。この間に異母兄・通宗の猶子となる。姪で通宗の娘・通子は土御門天皇の典侍として邦仁王（後の後嵯峨天皇）を生んでいる。
異父姉である承明門院の別当として後鳥羽院政の中枢に入り、承元3年（1209年）に権中納言、建暦元年（1211年）に従二位、建保2年（1214年）に正二位、同6年（1218年）に権大納言と順調に出世した。
順風満帆だった運命が急転したのは、承久3年（1221年）に発生した承久の乱である。定通は直接的には関与しなかったものの、後鳥羽院政の関係者として失脚した上に甥の土御門上皇の流刑、更にはその妃である義妹・通子の病死など、その政治的基盤を失ってしまった。
その後、鎌倉幕府の実力者とはいえ家柄からすれば遥かに格下の北条氏から妻（執権北条義時の娘竹殿）を迎えるなど、武家政権との関係を強めていった。北条氏との縁戚関係により復権して嘉禎2年（1236年）には内大臣となったものの、政治的な影響力は失われており、宮廷的には忘れられた存在となった承明門院と邦仁王の後見人としての存在でしかなかった。そんな中で安貞元年（1227年）、定通が「殺生禁断」の地である洛南・吉祥院前の川で家人達と鮎釣りを楽しんだことから、同院に所属する神人たちと乱闘になると言う事件を起こした。関白近衛家実が当時正二位大納言であった定通の責任を追及しようとしたところ、定通は六波羅探題北条時盛が事情を知らずに同じ場所で釣りをした際には、神人たちは武士である時盛を責めなかったのに、公卿である自分が責められるのは納得がいかないと反論し、「我もまた武士なり」と言って、逆に神人達の処断を迫ったという。この当時は実力で処断権を有する者を広く「武士」と称する用法があった事に加えて、承久の乱後、武士に対して卑屈に成り下がった（定通自身も含めた）公家社会に対する痛烈な皮肉であると考えられている。
だが、仁治3年（1242年）に四条天皇が急死すると、定通は密使を鎌倉に派遣して執権北条泰時（妻竹殿の異母兄）に邦仁王の天皇擁立を働きかけた。泰時もこの提案に乗って東使安達義景を派遣して定通や六波羅探題の北条重時（妻竹殿の同母兄）と図って邦仁王を新天皇（後嵯峨天皇）として即位させたのである（仁治三年の政変）。その後、後嵯峨天皇が親政を行ったこともあり、定通は官職には無かったものの、新天皇の後見人として権勢を振るって九条道家や二条良実と権勢を競った。一方、幕府とも協調して朝廷改革や顕徳院の諡号を後鳥羽院という追号に改める（背景については諸説ある）などの政策を進め、「末世の才卿」「高才博覧の人」と評された。

## 系譜
- 父：源通親
- 母：藤原範子 - 藤原範兼の娘
- 妻：源成実の娘 - 承明門院女房左衛門佐
  - 長男：土御門顕定（1215-1283）
- 妻：竹殿 - 北条義時の娘
  - 次男：土御門顕親（1220-?）
  - 三男：土御門顕良（1226-1280）
  - 男子：顕雲
- 妻：葉室光親の娘
  - 男子：定済（1220-1282）
- 生母不明の子女
  - 男子：覚顕
  - 男子：通円
- 養子
  - 男子：土御門顕方（?-?） - 中院通方の四男。室は吉良長氏娘?